# 石黒忠篤

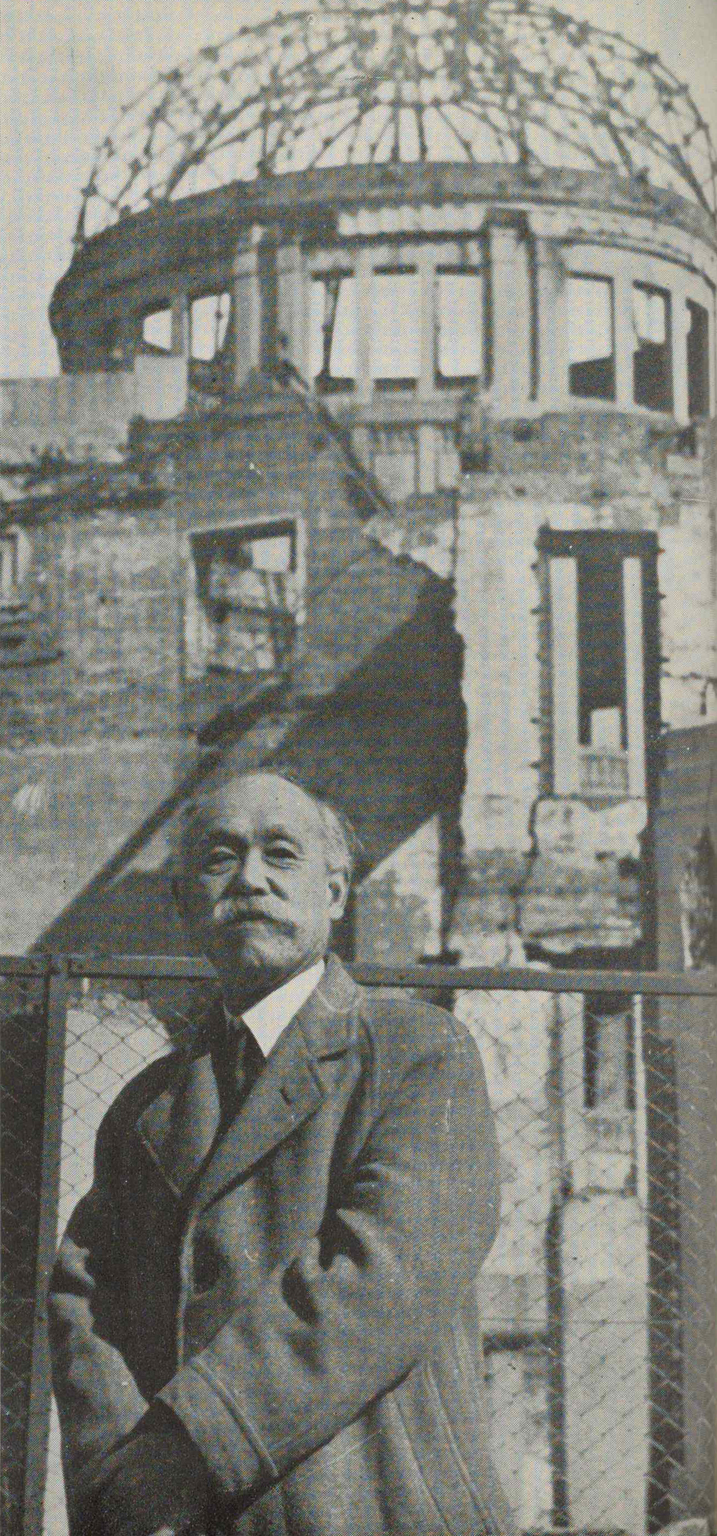
石黒忠篤

石黒 忠篤（いしぐろ ただあつ、1884年（明治17年）1月9日 - 1960年（昭和35年）3月10日）は、日本の農林官僚、政治家。位階は従二位、勲等は勲一等、勲章は旭日大綬章。

## 概略
「農政の神様」と称せられ、彼が農商務省・農林省幹部として政策に関与した時期の農政は、「石黒農政」と呼ばれている。

## 家族
- 父・石黒忠悳 - 子爵。忠篤は襲爵せず返上した。
- 母・久賀子 - 片貝村初代村長、安達助右衛門基氏の次女
- 妻・光子 - 男爵穂積陳重と穂積歌子の次女。母方祖父は渋沢栄一。
- 長女・重子（1911年生） - 東京文理科大学教授・大幸甫(大幸勇吉長男)の妻。夫没後、父・忠篤の秘書を務めた。[2]
- 二女・モト子（1912年生）
- 二男・石黒孝次郎（1916年生）
- 三男・石黒光三（1919年）

## 経歴・略伝
- 1884年（明治17年）1月9日、石黒忠悳の長男として、東京に生まれる[3]。
- 1896年（明治29年）、高等師範学校附属小学校（現・筑波大学附属小学校）卒業。
- 1901年（明治34年）、東京高等師範学校附属中学校（現・筑波大学附属中学校・高等学校）卒業[3]。
- 1904年、第七高等学校造士館を卒業[4]
- 1908年（明治41年）、東京帝国大学法科大学を卒業[5]後、農商務省に入省[3]。農務局属[6]。
- 1910年（明治43年）、新渡戸稲造宅で柳田國男らと郷土会を開く。
- 1914年（大正3年）、ヨーロッパに農政を研究するため留学する。
- 1919年（大正8年）、農務局農政課長[3]。
- 1924年（大正13年）、農務局小作課長[3]。小作慣行調査、小作調停法案作成に関わる。農林省農務局長、蚕糸局長を歴任。部下に芹沢光治良がいる。
- 1931年（昭和6年）、農林次官に就任[3]。
- 1934年（昭和9年）、農林省を退官[3]。農村厚生協会会長、産業組合中央金庫理事長などを歴任。
- 1940年（昭和15年）、第2次近衛内閣の農林大臣に就任。

この間、農業報国連盟理事長、満州移住協会理事長、日本農業研究所理事長を歴任している。農業振興、農村救済に取り組み、戦前における農政の第一人者として「農政の神様」と称せられた。また大正末期以降、小作立法制定に精力を費やした石黒であったが、1930年代には満蒙開拓移民に小作問題解決の途を見いだし、加藤完治とともにその推進役となった。また、戦争に対する態度としては日独伊三国同盟に閣内では唯一最後まで反対していたという。
- 1941年（昭和16年）、病気のため大臣を辞任、この年父・忠悳が死去したが、父の遺言により子爵の爵位を相続せずに返上している。
- 1943年（昭和18年）、貴族院勅選議員となる[7]（1月14日、東郷茂徳の誘いで2月5日無所属倶楽部入会）。同年、昭和天皇に「食糧増産ニ就テ」と題して進講する[8]。
- 1945年（昭和20年）、鈴木貫太郎内閣の農商大臣に任命される。
- 1946年（昭和21年）、公職追放される（2月16日に貴族院議員辞職[9]）。
- 1952年（昭和27年）、公職追放解除後、第2回参議院議員補欠選挙に静岡県選挙区から立候補し、当選する[3]。その後、2期目は全国区に転じる。
- 1960年（昭和35年）3月10日、死去した[3]。76歳没。死没日付をもって勲二等から従二位勲一等に叙され、旭日大綬章を追贈された[3][10]。哀悼演説は同月11日の参議院本会議で、大川光三により行われた[11]。

参議院議員時代は、緑風会に所属し、同会で議員総会議長を務める。憲法調査会委員も務めたほか、戦後も全国農民連合会会長、全国農業会議所理事、全国農業協同組合中央会理事等、農業関係諸団体の要職を歴任した。だが、七高時代からの親友で鈴木内閣で同じ閣僚であった東郷茂徳（元外務大臣、極東国際軍事裁判で有罪となり獄死）との約束を守り、国政上の要職への就任は一切断って農業の再建と平和主義の推進に力を尽くした。
ちなみに憲法27条1項の勤労の義務条項の制定は、敗戦後の混乱下で日本人が二宮尊徳以来の勤労の美徳を失うことを恐れた石黒が友人の代議士の竹山祐太郎に相談して、竹山が勤労の重要性を新憲法でも取り上げるべきだと主張したことがきっかけであったといわれている。

## 栄典
位階
- 1933年（昭和8年）3月1日 - 従三位[12]

勲章
- 1940年（昭和15年）9月11日 - 勲二等瑞宝章[13]

## 著書
- 『米国の穀物取引と穀倉 附・加奈太の農民穀物販売機関』帝国農会 1918年
- 『農林行政』日本評論社 1934年
- 『農政落葉籠』岡書院 1956年
- 『石黒忠篤の農政思想』大竹啓介編著 農山漁村文化協会 1984年

## 関連書籍
- 日本農業研究所編 『石黒忠篤伝』橋本伝左衛門ほか監修、岩波書店 1969年
- 小平権一『石黒忠篤』時事通信社〈一業一人伝〉 1962年。2000年に大空社より復刻
- 『石黒忠篤先生追憶集』石黒忠篤先生追憶集刊行会 1962年